# Дворянські банки

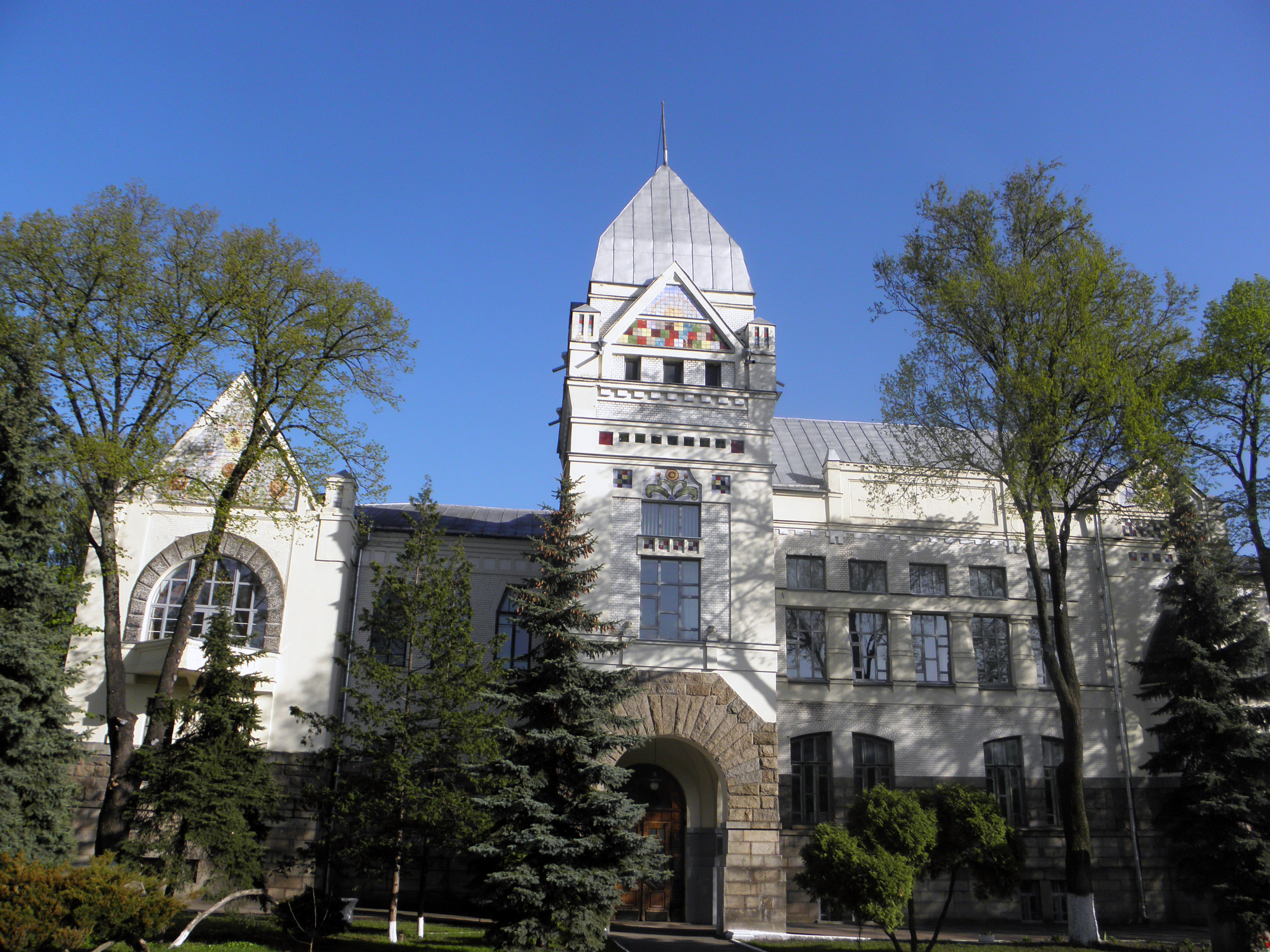
Колишній Дворянський земельний банк (Чернігів)

Дворянські банки — засновані державою кредитні установи для дворян, що функціонували в Російській імперії, у тому числі в Україні, у 18 — на початку 20 ст. Метою їх створення було усунення залежності дворян від лихварського капіталу.
Вперше царський уряд заклав для дворян Державний позичковий банк у 1754. Для поліпшення умов кредитування дворянства у 1786 фундовано новий Позичковий банк. Кредити видавалися з розрахунку 8 % річних і на термін до 20 років. Після ліквідації в 1860 цього банку указом імператора Олександра III від 21 квітня 1885 організовано Державний дворянський земельний банк, який проіснував до Жовтневого перевороту у Петрограді 1917 і 8 грудня (25 листопада) 1917 ліквідований декретом Раднаркому РСФРР.
Протягом 1886–1916 дворянам України були видані кредити, загальна сума яких склала 360 805 000 рублів, з яких 313 420 000 рублів так і не було повернуто.